# Llengües preindoeuropees

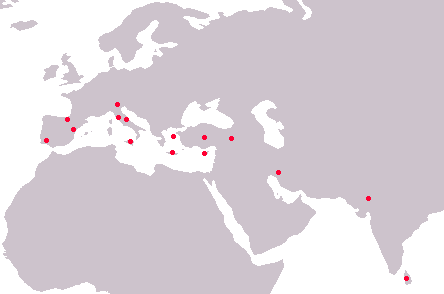
Localització de diverses llengües preindoeuropees documentades

Les llengües preindoeuropees són un conjunt de llengües no classificades, que va existir a l'Europa prehistòrica i el sud d'Àsia abans de l'arribada dels portadors de les llengües indoeuropees.
L'única llengua preindoeuropea que ha sobreviscut fins ara a la península Ibèrica és la llengua basca. D'algunes de les llengües només queden testificades com substrats lingüístics de les llengües indoeuropees, però, alguns altres (com l'etrusca, minoica, ibèrics, etc.) també han quedat inscripcions, la majoria d'elles de l'edat del bronze.

## Àsia
- Substrat al sànscrit vèdic
- Harappà
- Vedda
- Llengües hurro-urartianes

## Europa
- Antic europeu hidronòmic
- Substrat pregrec

- Pelasgi
- Eteocretenc (Minoica)
- Eteoxipriota

- Llengües tirrenes

- Llengua etrusca
- Rètic
- Lemni

- Llengües preromàniques d'Itàlia

- Llengua camònica
- Llengua elímia
- Picè
- Paleosard
- Llengua sicana
- Llengua sícula

- Llengües paleohispàniques

- Llengua aquitana
- Llengua ibèrica
- Basc
- Llengua tartèssia